# Am Grünen Tal 10 (Mitwitz)

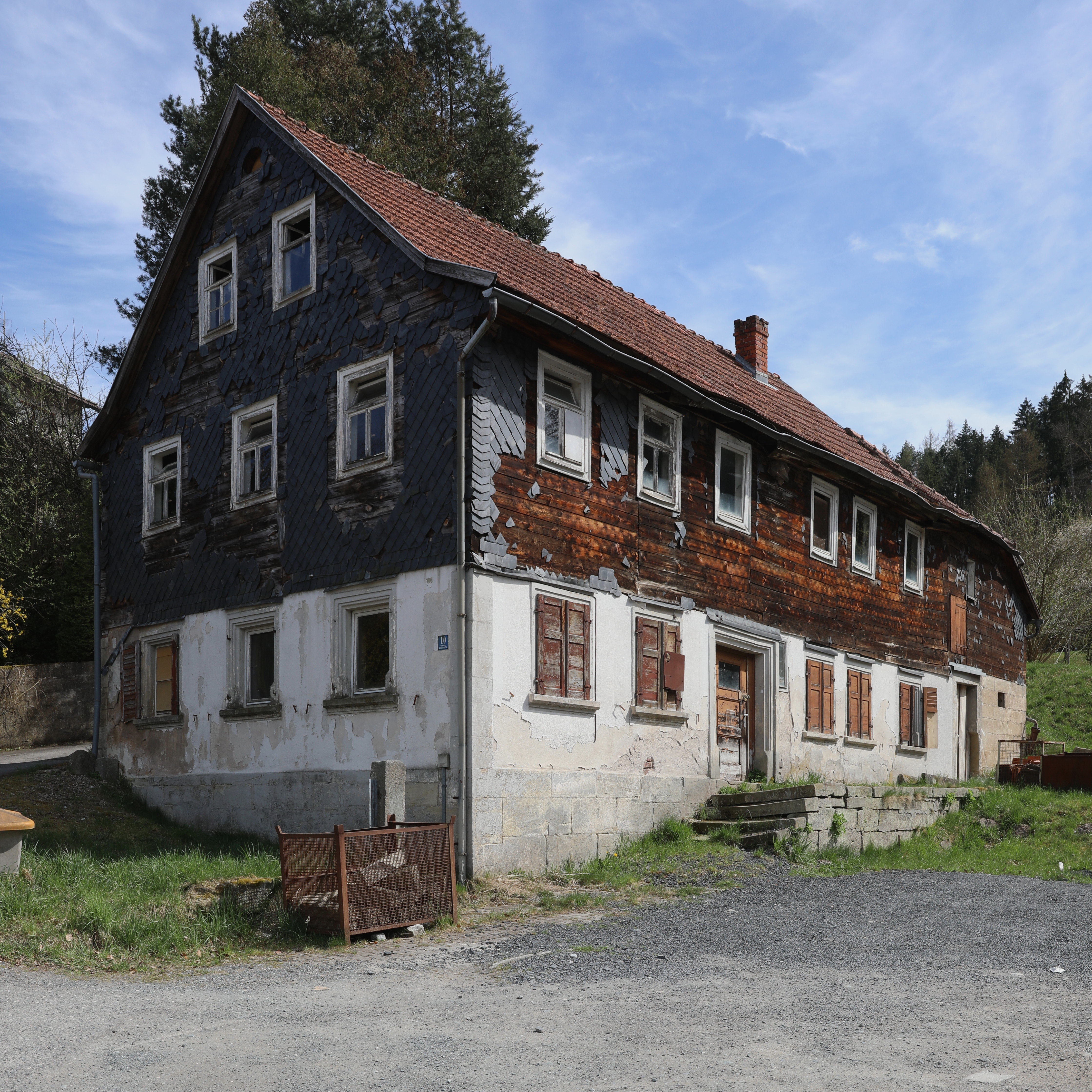
Das Zapfenhaus im Jahr 2022

Das Gebäude Am Grünen Tal 10, das sogenannte Zapfenhaus, ist ein als Baudenkmal geschütztes Wohnhaus im oberfränkischen Markt Mitwitz.
Es handelt sich um einen zweigeschossigen Satteldachbau mit verputztem Sandstein-Erdgeschoss und schieferverkleidetem Fachwerk-Obergeschoss, der ursprünglich 1716 (andere Quelle: 1730) vom herrschaftlichen Kutscher Georg Sebastian Krempel im sogenannten Rittersgraben errichtet wurde. Im Jahr 1767 erwarb der aus Friesen stammende jüdische Viehhändler Meyer Salomon das zunächst eingeschossige Gebäude, das er 1801 um ein zweites Geschoss aufstocken ließ. Das Haus befand sich für drei Generationen im Besitz seiner Familie, bis sich die jüdische Gemeinde in Mitwitz Mitte des 19. Jahrhunderts auflöste. 1862 kaufte der christliche Schneidermeister Johann Zapf das Gebäude, das seitdem seinen Namen trägt. Seit den 1990er Jahren befindet es sich im Besitz der Marktgemeinde Mitwitz. Das baufällige Anwesen ist seitdem nicht mehr bewohnt.
Im tonnengewölbten Keller des Gebäudes befindet sich eine im 18. Jahrhundert vermutlich von Hausbesitzer Meyer Salomon eingelassene Mikwe, ein rituelles jüdisches Tauchbad. Die Mikwe diente zunächst wohl nur dem privaten Gebrauch; ab 1823 wurde sie von der gesamten jüdischen Bevölkerung in Mitwitz genutzt, bevor unbeheizte Kellertauchbäder 1828 mit dem Ritualbaderlass der Bayerischen Regierung untersagt wurden. Als Ersatz diente der jüdischen Gemeinde eine neu eingerichtete Mikwe in einem 1829 erbauten Gebäude, das 1872 wieder abgebrochen wurde.
Anlässlich des Tags des offenen Denkmals 2020 wurde ein 3D-Scan des Zapfenhauses erstellt, sodass es im Rahmen eines virtuellen Rundgangs besichtigt werden kann. Im Zuge dieser Arbeiten wurde auf dem Dachboden eine Laubhütte entdeckt, ein weiteres Zeugnis jüdischer Kultur in der Region.